# Hypophthalmichthys
El gènere Hypophthalmichthys són peixos ciprínids d'aigua dolça inclosos en l'ordre Cypriniformes, distribuïts originalment per l'est d'Àsia, si bé han estat introduïts per l'home en estanys de tot el món per a la seva cria amb finalitats comercials.
El nom del grup prové del grec: hypó (per sota) + ophthalmós (ull) + ichthys (peix), cridat així -«peix amb els ulls per sota»- per la seva característica posició dels ulls per sota de la punta de la boca.

## Taxonomia
Existeixen només tres espècies agrupades en aquest gènere:
- Gènere Hypophthalmichthys:
  - Hypophthalmichthys harmandi (Sauvage, 1884)
  - Hypophthalmichthys molitrix (Valenciennes en Cuvier i Valenciennes, 1844) - Carpa plateada.
  - Hypophthalmichthys nobilis (Richardson, 1845) - Carpa cabezona.